# Зонд-6
«Зонд-6» (7К-Л1 № 12) — девятый запуск прототипа лунного корабля «Союз 7К-Л1», по программе облёта Луны экипажем из двух человек. Официально целью миссии был беспилотный облёт и фотографирование Луны, возвращение спускаемого аппарата на Землю с приземлением в заданный район, а также проведение лётно-конструкторской отработки в автоматическом варианте пилотируемого корабля. Фактически это был готовый корабль для пилотируемого облёта Луны.

## Задачи
- отработка полёта космического корабля по трассе Земля — Луна — Земля, с возвращением на Землю;
- отработка системы управляемого спуска при входе в атмосферу Земли со второй космической скоростью;
- отработка в лётных условиях аэродинамической формы и характеристик спускаемого аппарата;
- измерения радиационных условий на трассе Земля — Луна — Земля;
- биологические исследования воздействий факторов космического полёта на животных и растения[какие?].

Одной из основных задач корабля «Зонд-6» было исследование радиационной обстановки на трассе полёта Земля — Луна — Земля; на «Зонде-6» проводились радиационные исследования с использованием биологических объектов. 
Также, на корабле был установлен регистратор метеорных частиц, предназначенный для исследования метеорного потока Леониды (скорости частиц до 72 км/с), активного во время полёта корабля.

## Ход миссии
Хроника полёта
- 10.11.1968, в 22:11:30 MSK, (19:11:30 GMT) — запуск с космодрома Байконур;
- 10.11.1968, в 23:18:30 MSK (11 ноября 02:18:30 GMT) — произведено 2-е включение ракетного двигателя для разгона «Зонда-6» до скорости, близкой ко второй космической — 11,2 километра в секунду;
- 12.11.1968, в 08:41:00 MSK (11:41:00 GMT) — включение корректирующей двигательной установки, проведена первая коррекция траектории;
- 16.11.1968, в 09:40:00 MSK (12:40:00 GMT) — включение корректирующей двигательной установки, проведена вторая коррекция траектории;
- 17.11.1968, в 08:36:00 MSK (11:36:00 GMT) — включение корректирующей двигательной установки, проведена третья коррекция траектории — для более точного входа спускаемого аппарата в атмосферу Земли;
- 17.11.1968, в 16:58:00 MSK (19:58:00 GMT) — спускаемый аппарат «Зонда-6» вошёл в плотные слои земной атмосферы.

### Фотографирование Луны
«Зонд-6» осуществил облёт Луны, пройдя на расстоянии 2420 километров от её поверхности. 
В ходе облёта были успешно сделаны панорамные чёрно-белые фотографии видимой и обратной сторон поверхности Луны с расстояния 8000 и 2600 километров. Каждая фотография имела размеры 12,70 × 17,78 см. 
Чёрно-белая съёмка велась на изопанхроматическую фотоплёнку шириной 19 см и длиной 28,5 м с разрешающей способностью 50 линий на миллиметр, с помощью фотоаппарата, имеющего объектив с фокусным расстоянием 400 мм и относительным отверстием 1:6,3. Снимки выполнялись группами по три, с тремя разными значениями диафрагмы, фиксировались точные моменты фотографирования в шкале единого времени.

### Управляемый спуск и посадка
Важным событием оказалось возвращение космического корабля (спускаемого аппарата, СА) на Землю. 
Впервые за всю историю запусков 7К-Л1 был осуществлён управляемый спуск на территорию СССР при возвращении от Луны со второй космической скоростью. 
Расчетная ширина коридора входа в атмосферу Земли составляла ±10 км при номинальном значении высоты условного перигея 45 км. 
Управляемый вход в атмосферу со второй космической скоростью проходил через «южный коридор», со стороны Антарктики. 
Автоматическое управление полётом в верхних слоях атмосферы происходило путём изменения подъёмной силы за счёт поворота СА, обладавшего аэродинамическим качеством, двигателями ориентации по углу крена. 
После частичного гашения скорости аппарат вышел из атмосферы, сделав «горку», и вновь вошёл в неё уже над территорией СССР. Расстояние от точки первого погружения в атмосферу до приземления составляло около 9000 км. 
Уже у самой Земли произошла нештатная ситуация: стропы наполненного парашюта были отстрелены на высоте 5300 метров и СА упал и разбился всего в 16 километрах от стартовой позиции, с которой он ушёл к Луне. 
Корпус СА при падении был смят и разорван, все биологические объекты на борту погибли, однако при ударе о Землю 10 килограммов тротила системы аварийного подрыва объекта не взорвались, благодаря чему из кассет фотоаппарата на борту СА удалось извлечь плёнку и получить высококачественные снимки Земли и Луны из космоса.
Как пишет в своих воспоминаниях Н. П. Каманин, обнаружилось, что в последний момент «для облегчения» по указанию главного конструктора ОКБ-1 В. П. Мишина было снято оборудование подсветки для видео. В предыдущем полёте («Зонд-5») данное оборудование позволило температуре на борту не опускаться ниже нуля. Однако перекись водорода, используемая для коррекции траектории, в этот раз замёрзла до температуры —5 °C и стала разлагаться. Подогреть её при помощи подсветки было невозможно, и это привело к критическим последствиям: стало снижаться внутреннее давление, многие приборы, в том числе приёмо-передатчики, стали отказывать и чудом аппарат был направлен к расчётной точке. 
Официально причиной аварии спускаемого аппарата при возвращении на Землю была названа «технологическая ошибка». По мнению академика Б. Е. Чертока, «слабое поджатие окантовки люка» вызвало негерметичность и утечку воздуха. На 6-е сутки полёта, перед посадкой, из-за разгерметизации давление в СА упало до 380 мм рт. ст., а на участке спуска — до 25 мм рт. ст. После подачи питания на систему приземления из-за низкого давления возник коронный разряд в схеме гамма-высотомера, который выдал ложную команду на запуск двигателей мягкой посадки и одновременно на отстрел парашюта СА.

## Освещение в советских СМИ
После завершения полёта в газете «Правда» 24 ноября 1968 года была опубликована подробная статья ТАСС, детально описывающая полёт, однако умолчавшая о проблемах в ходе полёта и о его аварийном завершении.

## Перехват радиообмена
14 ноября 1968 на этапе возвращения «Зонда-6» к Земле радиообсерватория Джодрелл-Банк (Манчестерский университет, Великобритания) под руководством Бернарда Ловелла принимала с корабля телеметрию и голосовую радиопередачу на частоте 922,76 МГц  (обратную ретрансляцию сигнала, передававшегося из Евпатории с целью тестирования систем радиосвязи для планировавшихся советских пилотируемых полётов к Луне); аналогичные перехваты радиопередач с корабля «Зонд-5» были выполнены в сентябре 1968 года. 
Записи из архивов обсерватории были опубликованы в ноябре 2018 года, к 50-й годовщине полёта «Зонда-6».